# Мартен де Віт
Мартен де Віт (нід. Maarten de Wit, 30 травня 1883 — 30 березня 1955) — нідерландський яхтсмен.
Срібний призер Олімпійських Ігор 1928 року в класі 8 метрів.